# Холоста проба (аналітична хімія)
Холоста проба (англ. blank probe) — у аналітичній хімії — спеціально приготована проба, де є все крім досліджуваної речовини. Використовується з метою перевірки точності методу вимірювання та приладів, на яких воно проводиться.
Холості проби проби використовують для визначення того, чи може відбуватися забруднення під час маніпулювання з касетами на місці застосування.
Холоста проба повітря: речовина або суміш речовин, що відтворює якомога точніше матрицю досліджуваної проби повітря, але в якій відповідне їй значення характеристики якості повітря не виявляється використовуваним методом вимірювань.